# 乌丹库尔
乌丹库尔（法語：Oudincourt，法語發音：[udɛ̃kuʁ]）是法国上马恩省的一个市镇，位于该省中部偏西，属于肖蒙区。

## 地理
乌丹库尔（48°13'31"N, 5°5'38"E）面积7.44 平方千米，位于法国大東部大區上马恩省，该省份为法国东北部内陆省份，北起马恩省和默兹省，西接奥布省，西南接科多尔省，东南接上索恩省，东临孚日省。
与乌丹库尔接壤的市镇（或旧市镇、城区）包括：阿内维尔拉普赖里、拉芒西讷、奥尔穆瓦-莱塞克斯方丹、马恩河畔松库尔、弗兰库尔。

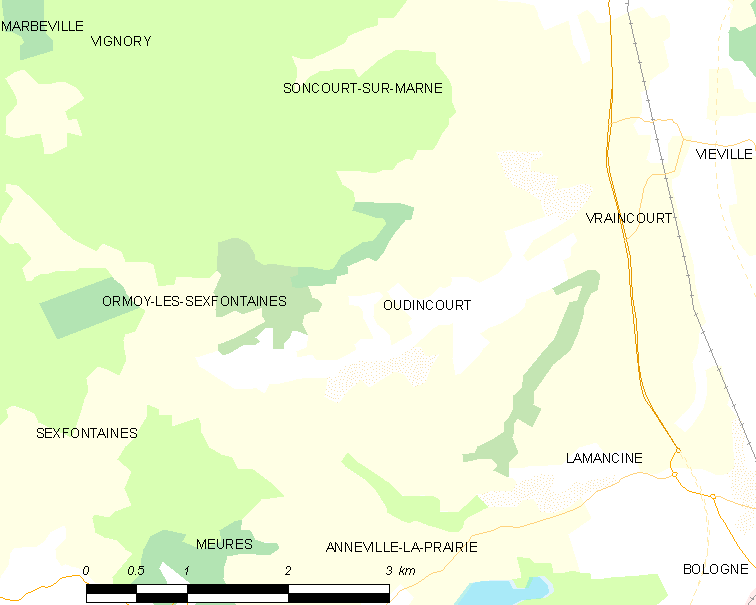
乌丹库尔的OSM定位图

乌丹库尔的时区为UTC+01:00、UTC+02:00（夏令时）。

## 行政
乌丹库尔的邮政编码为52310，INSEE市镇编码为52371。

## 政治
乌丹库尔所属的省级选区为博洛涅县。

## 人口

1962-2008年间乌丹库尔人口变化图示

乌丹库尔于2022年1月1日时的人口数量为140人。